# You're All I Have
You're All I Have is een nummer van de alternatieve rockband Snow Patrol. Het werd uitgebracht als de leadsingle van het vierde studioalbum Eyes Open uit 2006.

## Achtergrondinformatie
De single werd op 21 april 2006 uitgebracht. De Britse versie kwam op 24 april uit, tegelijkertijd met de Nederlandse maxisingle.
Volgens schrijver Gary Lightbody gaat het nummer over het begin van een gevaarlijk vertrouwde relatie. Het album staat vol met zulke nummers en is meer een album met nummers over mensen die uit elkaar gaan dan een met nummers van mensen die een relatie beginnen. Een uitzondering hierop is tweede single Chasing Cars. Dit noemt hij een grote generalisatie maar vindt het album een dat positiever is dan vorig album Final Straw. De band zet deze trend door doordat de nummers op A Hundred Million Suns opnieuw weer de positievere kant in.
Het nummer werd in de Britse UK Singles Chart de tweede top 10-hit na Run uit 2004. Beide singles kwamen tot de zevende positie, hoewel You're All I Have op die positie debuteerde. In Nederland behaalde het nummer de Nederlandse Top 40 niet, maar zorgde wel voor de bands derde notering in de Single Top 100. Het nummer bereikte daar de 88ste positie. Verder behaalde het nummer de 21ste positie in thuisland Ierland en bereikte het de 27ste positie in de Amerikaanse Modern Rock Tracks.

## Videoclip
De videoclip is geregisseerd door Barnaby Roper en speelt zich af in een energiecentrale in Kent in het Verenigd Koninkrijk. De band speelt het nummer op een plateau dat zich 37 meter boven de grond bevindt terwijl er elektrische effecten om de leden heen te zien zijn.

## Hitnotering
| You're All I Have in de Single Top 100 Binnen: 22 juli 2006 | You're All I Have in de Single Top 100 Binnen: 22 juli 2006 | You're All I Have in de Single Top 100 Binnen: 22 juli 2006 | You're All I Have in de Single Top 100 Binnen: 22 juli 2006 | You're All I Have in de Single Top 100 Binnen: 22 juli 2006 |
| Week                                                        | 1                                                           | 2                                                           | 3                                                           | uit                                                         |
| ----------------------------------------------------------- | ----------------------------------------------------------- | ----------------------------------------------------------- | ----------------------------------------------------------- | ----------------------------------------------------------- |
| Nummer                                                      | 99                                                          | 88                                                          | 100                                                         | uit                                                         |

## Tracklist

### Nederlandse cd-single
1. "You're All I Have" — 04:32
2. "The Only Noise" — 02:53

### Cd-maxi
1. "You're All I Have" — 04:35
2. "The Only Noise" — 02:55
3. "Perfect Little Secret" — 04:44
4. "You're All I Have" (video) — 03:48

### Cd-single
In gelimiteerde oplage. De nummers zijn opnames van het optreden in Koko op 12 april 2006.
1. "You're All I Have" (Live) — 04:52
2. "Run" (Live) — 05:48

### 7"
1. "You're All I Have" — 03:42
2. "You're All I Have" (Minotaur Shock Remix)

### Britse/Mexicaanse promo-cd
1. "You're All I Have" (Radio Edit) — 03:50
2. "You're All I Have" (Radio Edit 2) — 03:49

### Europese promo-cd
1. "You're All I Have" (Radio Edit) — 03:48

### Download
1. "You're All I Have" — 04:33

## Medewerkers

### You're All I Have
- Schrijver: Gary Lightbody
- Zange Gary Lightbody
- Achtergrondzang: Iain Archer, Jacknife Lee, Paul Archer
- Muziek: Lightbody, Connolly, Wilson, Quinn, Simpson
- Producer: Jacknife Lee
- Engineer - Tom Mcfall, Sam Bell, Stefano Soffia
- Mixer: Cenzo Townshend, Owen Skinner
- Opgenomen in de Grouse Lodge Studios in Ierland en de Parkgate Studios.
- Snaren opgenomen in de Angel Studios in Londen.
- Gemixt in de Olympic Studios in Londen.

### The Only Noise
- Opname, mix, keyboards, programming: Jacknife Lee

### Perfect Little Secret
- Schrijver: Gary Lightbody
- Artiest: Gary Lightbody
- Producer: Gary Lightbody, Marcus Mackay, Jacknife Lee
- Mixer: Jacknife Lee

### Videoclip
- Regie: Barnaby Roper
- Directie: Jacob Madsen